# توماس باتريك موراي
توماس باتريك موراي هو سياسي كندي، ولد في 10 يونيو 1880 في كندا، وتوفي بنفس المكان في 1 أكتوبر 1981. حزبياً، نشط في الحزب الليبرالي في أونتاريو ‏. وقد انتخب عضو برلمان مقاطعة أونتاريو.